# Untere Wildgrubenspitze
Die Untere Wildgrubenspitze (selten Große Wildgrubenspitze) ist der höchste Berg des Lechquellengebirges. Sie erreicht eine Höhe von 2753 m ü. A. und befindet sich westlich von Zürs. Namensgebend ist die Große Wildgrube, ein abgelegenes, vegetationsarmes, schuttgefülltes Hochtal im Süden des Berges. Die Erstbesteigung gelang 1877 Andreas Madlener.
Rund einen Kilometer nördlich, am oberen Ende des von Zürs zum Madlochjoch heraufziehenden Tales, befindet sich die Obere Wildgrubenspitze (auch Kleine Wildgrubenspitze genannt) mit einer Höhe von 2625 m ü. A. Im Westgrat der Unteren (Großen) Wildgrubenspitze, zur Roggalspitze hin, stehen weiterhin die Mittleren Wildgrubenspitzen (bis 2696 m ü. A.).
Man kann den Gipfel von der Ravensburger Hütte über Schneegrube, Nadelscharte und den Südwestgrat erreichen. Dabei müssen Klettereien im II. bis III. Grad beherrscht werden. Der Aufstieg von der Nordseite, vom Zürser See und durch die Grätligrube ist leichter (UIAA I+) und mit Drahtseilen versichert.

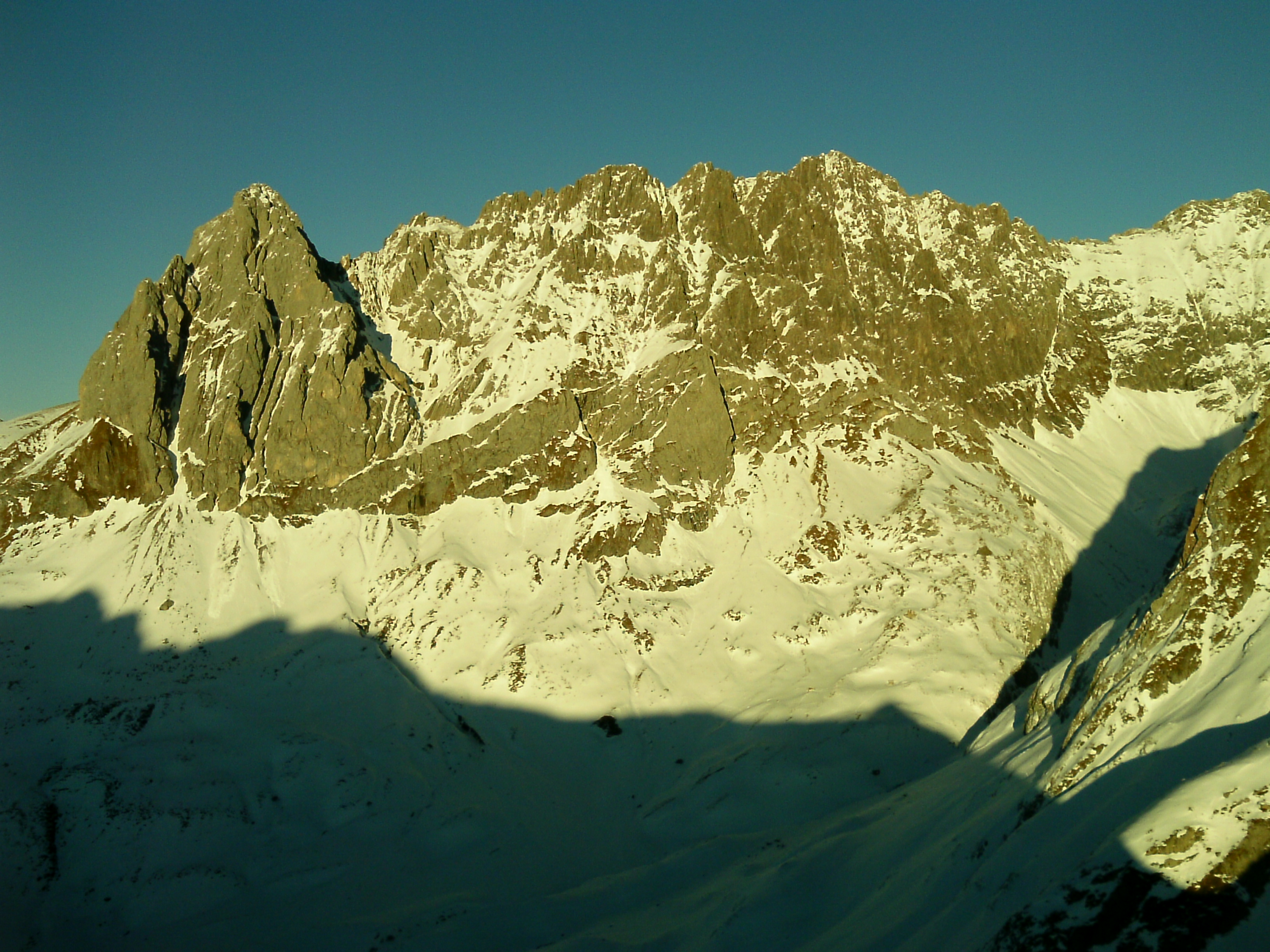
Blick aus dem Bereich des Brazer Jöchles auf Roggalspitze (links) und Große Wildgrubenspitze (halbrechts) und die darunter, teils schon im Schatten liegende Große Wildgrube.
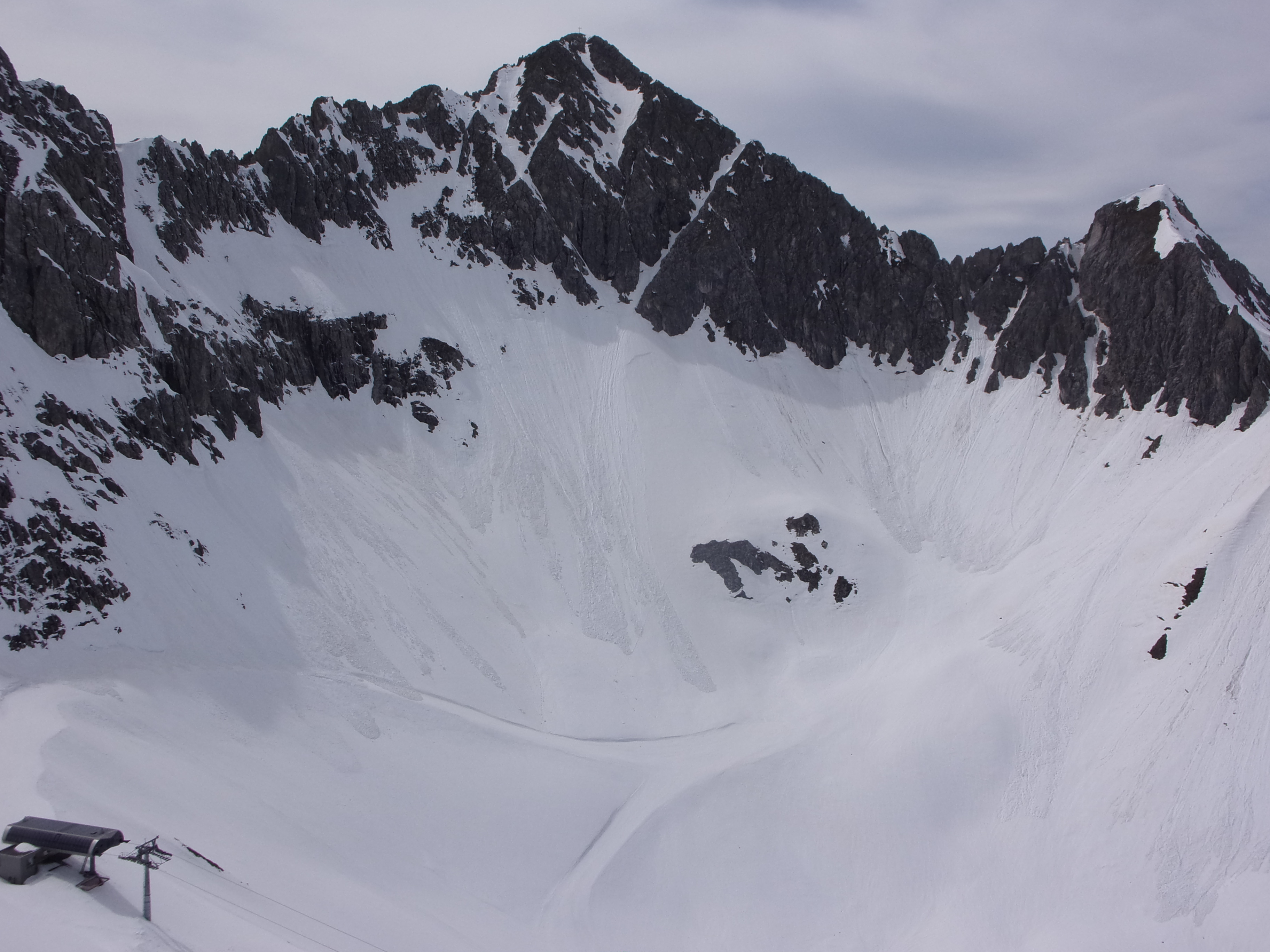
Blick von der Hinteren Hasenfluh auf Grätligrube, Untere Wildgrubenspitze und die Bergstation der Muggengratbahn.
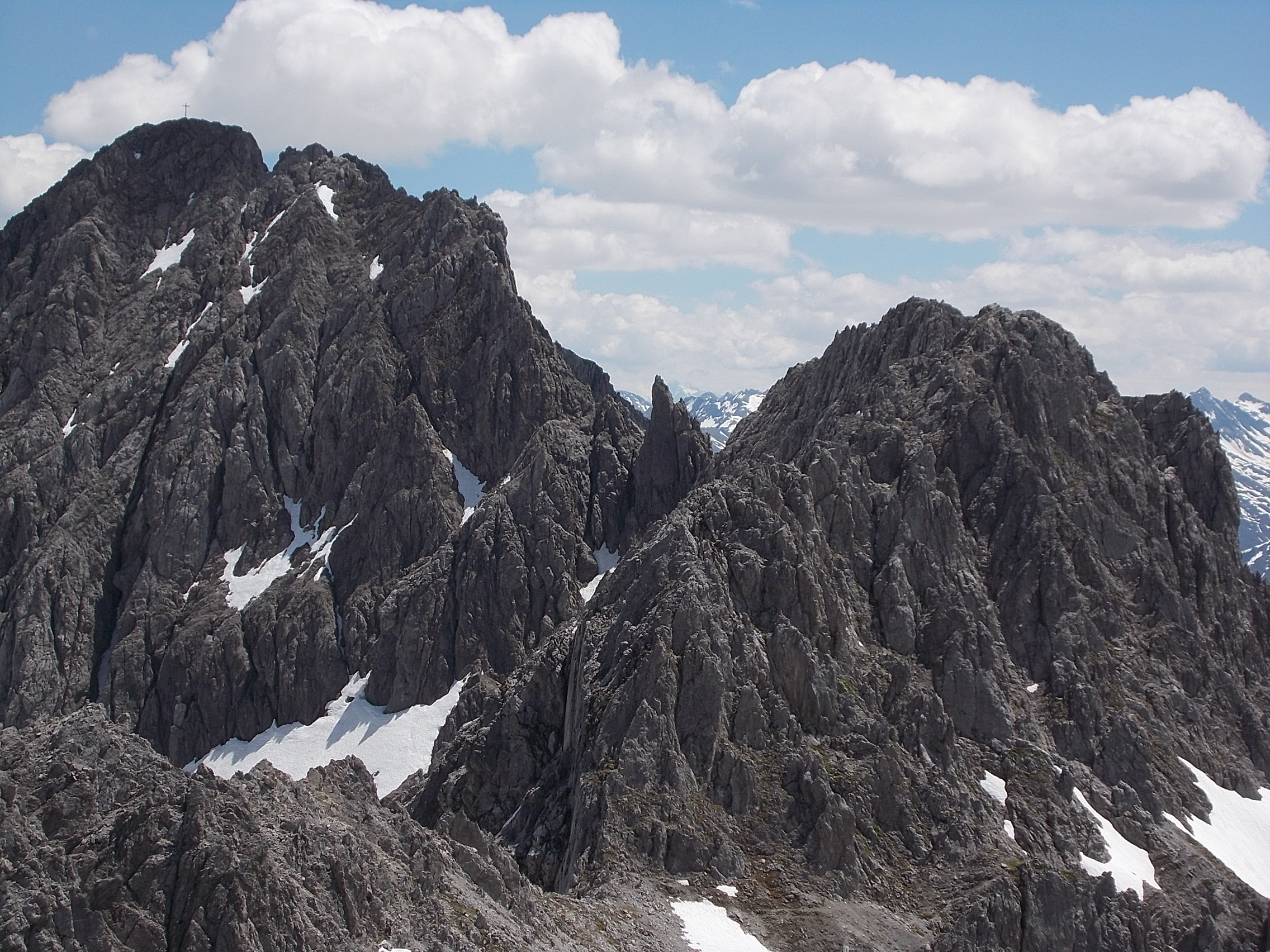
Blick von der Roggalspitze auf die Untere (Große) Wildgrubenspitze (links).